# Франсуа Браччі
Франсуа Браччі (фр. François Bracci; 31 жовтня 1951, Калькатоджо — 28 грудня 2023) — французький футболіст, що грав на позиції захисника. По завершенні ігрової кар'єри — тренер.
Виступав, зокрема, за «Марсель» та «Бордо», а також національну збірну Франції.

## Клубна кар'єра
У дорослому футболі дебютував 1971 року виступами за команду «Марсель», вихованцем якого і був. Відіграв за команду з Марселя наступні вісім сезонів своєї ігрової кар'єри. Більшість часу, проведеного у складі «Марселя», був основним гравцем захисту команди. За цей час виборов титул чемпіона Франції і двічі ставав володарем Кубка Франції.
У сезоні 1979/80 «Страсбур», після чого три роки грав за «Бордо». У 1983 році він повернувся до «Марселя», що виступав у другому дивізіоні і у 1984 році разом із ним посів перше місце та повернувся до вищого дивізіону. Там у сезоні 1984/85 він провів свої останні 23 матчі у вищому дивізіоні і забив 1 гол, після чого грав у нижчолігових клубах «Марсель», «Руан», де був граючим тренером, та «Безьє».
Завершив ігрову кар'єру у команді резервній команді «Бордо», за яку провів кілька матчів протягом 1987 року, коли був головним тренером команди.

## Виступи за збірну
21 листопада 1973 року дебютував в офіційних матчах у складі національної збірної Франції в товариському матчі проти Данії (3:0).
У складі збірної був учасником чемпіонату світу 1978 року в Аргентині, на якому зіграв в одному матчі проти Угорщини (3:1), а Франція не подолала груповий етап.
Загалом протягом кар'єри у національній команді, яка тривала 10 років, провів у її формі 18 матчів.

## Кар'єра тренера
У 1985 році ще будучи гравцем «Руана», виступав за клуб в статусі граючого тренера, потім працював в секції футболу «Безьє», з 1987 по 1991 році тренував другу команду «Бордо», після чого працював головним тренером клубів «Еперне» і «Ла-Рош-сюр-Йон».
З 1993 по 1996 рік входив до тренерського штабу «Ліону», після чого тренував «Тулон» та «Пор-де-Бук», працював спортивним директором в «Ам'єні».
З 2000 по 2002 рік поєднував роботу тренера і генерального директора в клубі «Мартіг».
З 2003 року став працювати в країнах Магрибу, будучи головним тренером ряду клубів з Алжиру, Марокко та Тунісу. Найбільших успіхів здобув тренуючи «МК Алжир», з яким 2010 року став чемпіоном Алжиру, а 2006 року володарем Кубка та Суперкубка країни. Останнім місцем тренерської роботи став клуб «Тадженанет», головним тренером команди якого Франсуа Браччі був недовго у 2017 році.

## Титули і досягнення

### Як гравця
- Чемпіон Франції (1):

«Марсель»: 1971/72
- Володар Кубка Франції (2):

«Марсель»: 1971/72, 1975/76

### Як тренера
- Чемпіон Алжиру (1):

«МК Алжир»: 2009/10
- Володар Кубка Алжиру (1):

«МК Алжир»: 2005/06
- Володар Суперкубка Алжиру (1):

«МК Алжир»: 2006

## Особисте життя
У п'ятницю 25 квітня 2014 року у Великій мечеті Алжиру виголосив шахаду і прийняв іслам.